# Gospí
Gospí o Guspí és un entitat de població del municipi de Sant Ramon, a la comarca de la Segarra. El poble se situa al nord-oest del terme municipal. La carretera LV-3121 és la seva principal via de comunicació.

## Història
Hi ha unanimitat en els autors en considerar que el topònim tindria el seu origen en l'albespí, un arç blanc. El nom d'Albispino apareix l'any 1005 en les primeres referències en l'antic castell sota el que fou construït originàriament el poble. Gospí va pertànyer als marquesos de Palmerola.

## Llocs d'interès
- El Castell de Gospí se situa a la part més elevada del nucli urbà. Té adossada una torre de guaita cilíndrica que destaca pel damunt de totes les cases, amb una escalonada interior de pedra, i una sèrie de passadissos subterranis amb diverses cases del poble. Actualment és una casa senyorial.

- L'església parroquial de Sant Martí de Gospí és d'origen romànic. Conserva encara la portalada de l'església, les cornises, una finestra de creu grega, tot i que posteriorment ha sofert diverses modificacions. És oberta per misa cada cinquè diumenge del mes que en tingui.

- La Font de Gospí data de l'any 1772, fruit de la transformació d'una font prèvia. Està formada per dos brocs de coure en forma de cap d'animal i l'aigua es recull en un canal que la porta fins a un safareig.[3]

- La capella de Sant Cosme i Sant Damià s'ubica a l'entrada del nucli urbà i és dedicada als antics patrons de Gospí. Consta d'una sola nau amb absis recte, coberta a dues aigües i realitzada amb paredat. Cada 26 de setembre s'hi celebra una missa en honors als sants.

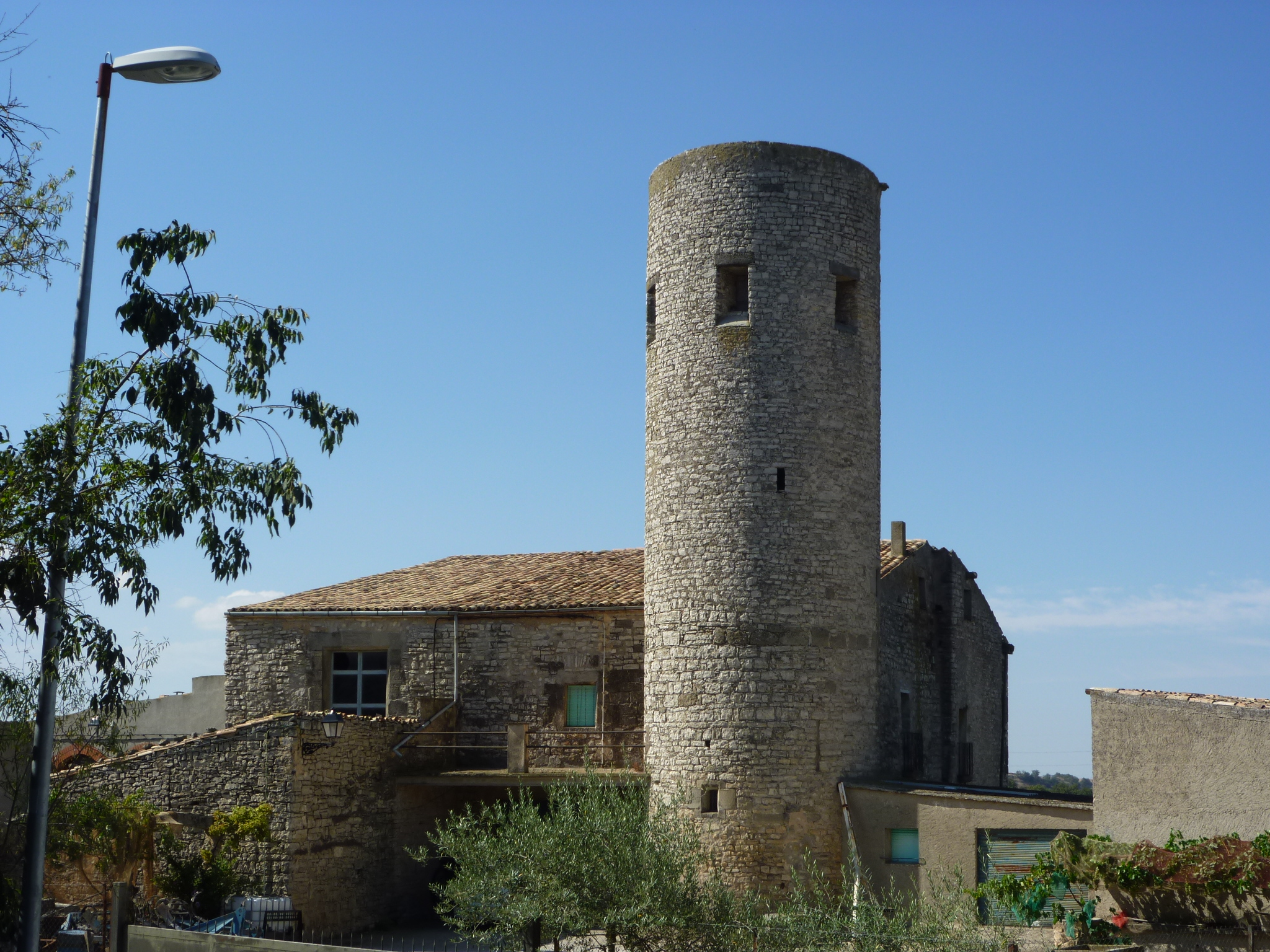
Castell de Gospí
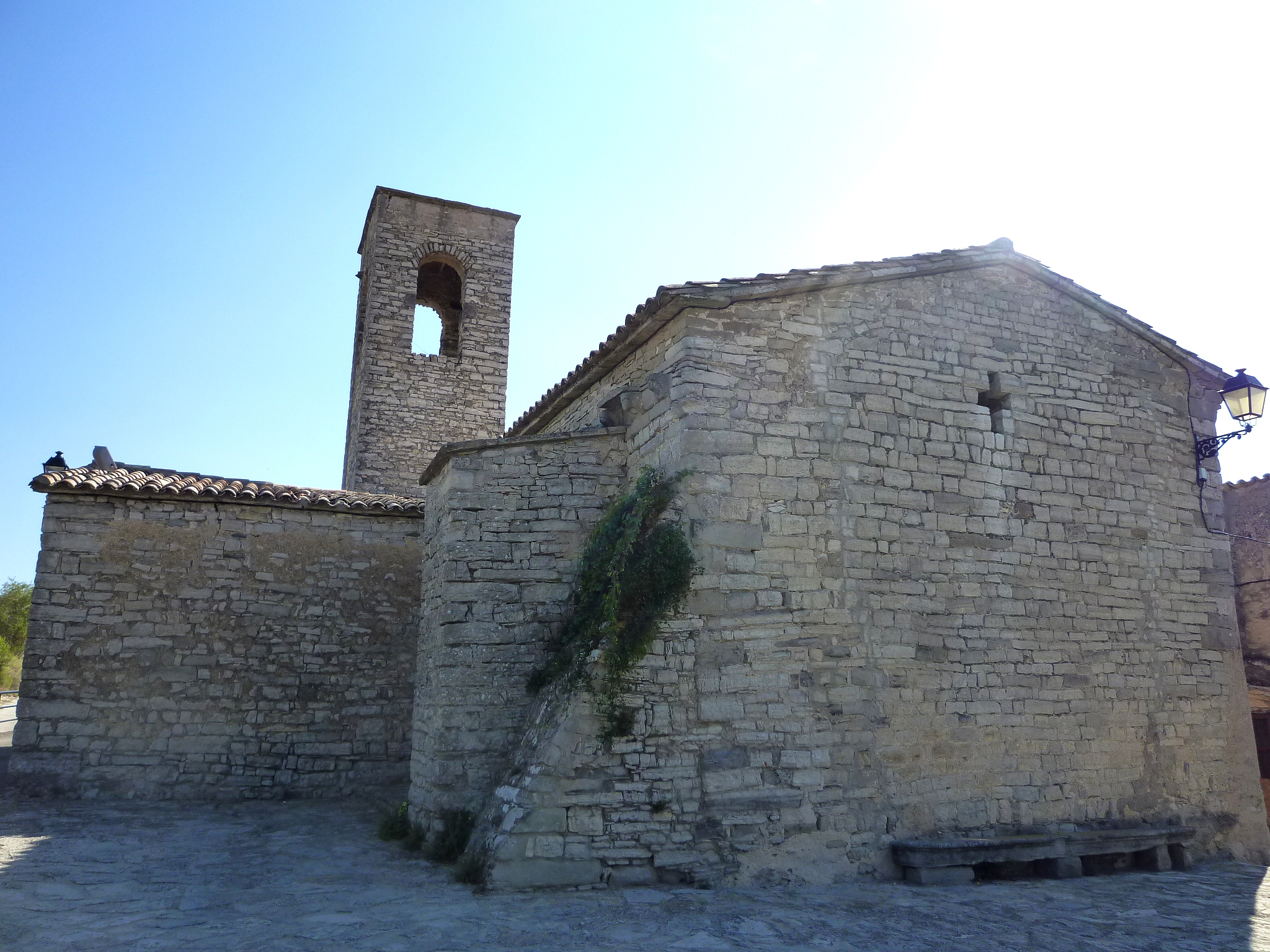
Sant Martí de Gospí
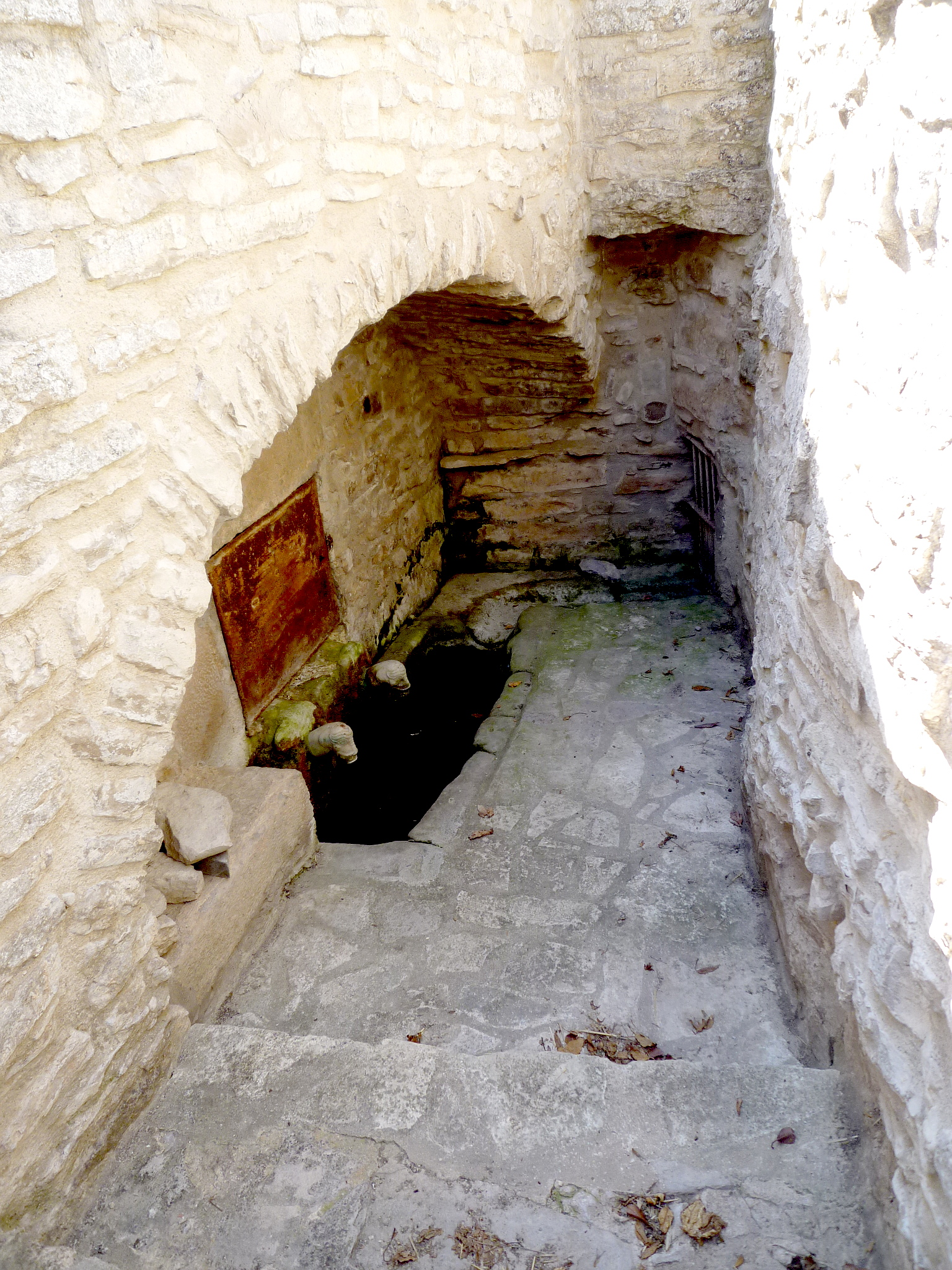
Font de Gospí
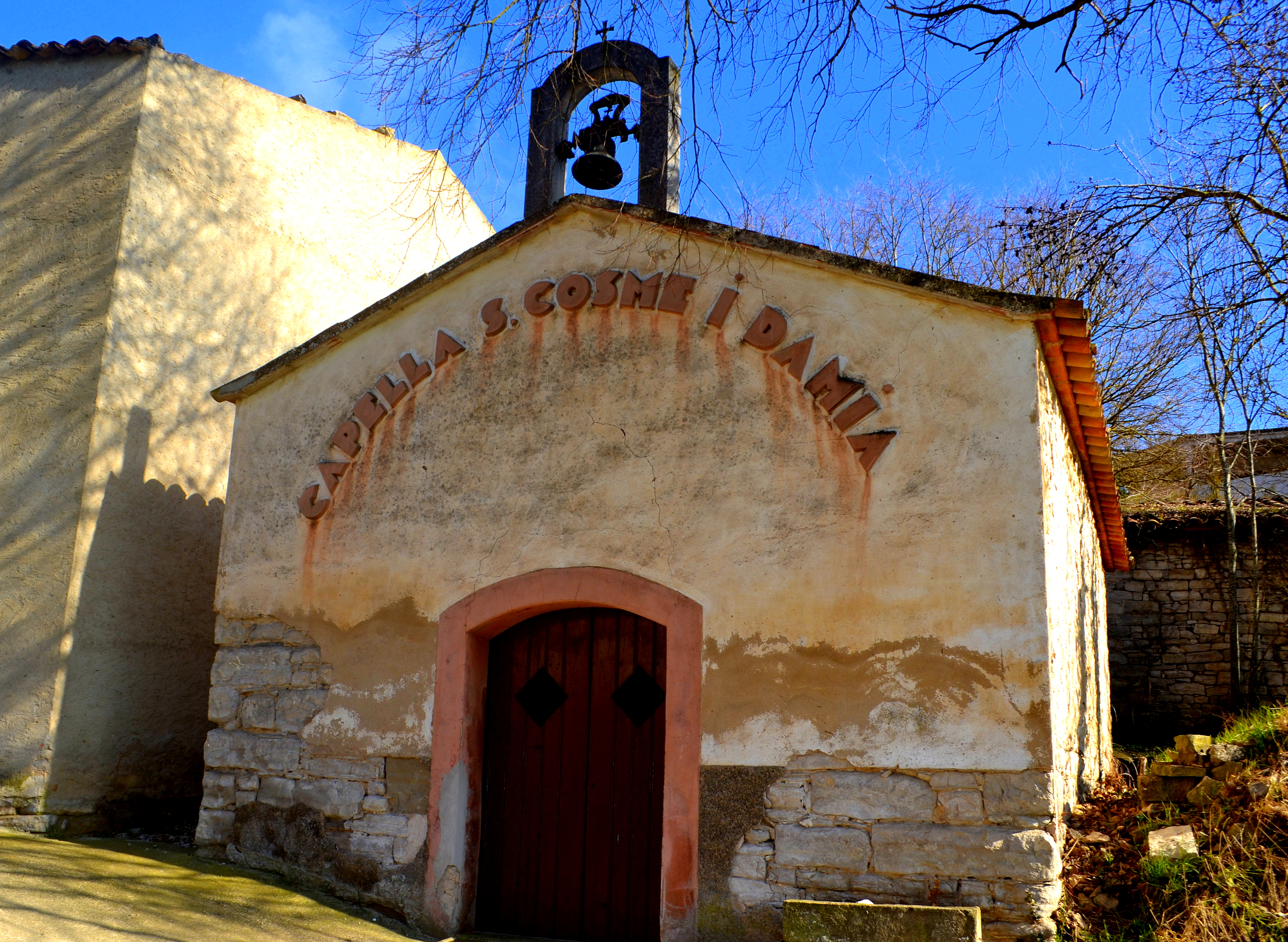
Capella de Sant Cosme i Sant Damià

A Gospí també hi ha un edifici de dues plantes on abans hi havia una escola i un forn de pa. L'antiga escola ocupava el pis de dalt, va funcionar entre 1963 i 1973 i es va aprofitar també per fer balls, reunions o fins i tot d'habitatge per al professorat. El forn de pa ocupava el pis de baix. Les famílies es feien el pa per la setmana i quan acabaven, li donaven la clau del forn a la següent família. Després va passar a ser el lloc de lectura i visió conjunta de la televisió. L'ús actual de l'edifici és per a reunions.